# Anis-Duftnessel
Die Anis-Duftnessel oder Anis-Riesenysop (Agastache foeniculum) ist eine Pflanzenart aus der Gattung Duftnesseln (Agastache) innerhalb der Familie der Lippenblütler (Lamiaceae).

## Beschreibung

### Vegetative Merkmale
Die Anis-Duftnessel ist eine ausdauernde krautige Pflanze, die Wuchshöhen von 60 bis 150 Zentimetern erreicht. Der aufrechte, vierkantige, hellgrüne Stängel verzweigt sich manchmal im oberen Bereich und ist kahl bis fein flaumig behaart.
Die gegenständig angeordneten Laubblätter sind in Blattstiel und -spreite gegliedert. Die Laubblätter duften nach Anis (daher die Trivialnamen). Der Blattstiel ist bei einer Länge von 0,5 bis 2 Zentimetern relativ kurz. Die einfache Blattspreite ist herzförmig bis breit-lanzettlich. Der Blattrand ist gekerbt bis gekerbt-gesägt. Die Blattunterseite ist weiß bis weißgrau und weist eine feine, dichte und eng anliegende Behaarung auf. Die Spreitenbasis ist gerundet oder gestutzt, bei den unteren Blättern ist sie schwach herzförmig.

### Generative Merkmale
Die Blütezeit reicht von Juli bis September. Der Blütenstand besteht aus Scheinquirlen, die zu einer mehr oder weniger dichten Scheinähre zusammengesetzt sind. Die Tragblätter sind eiförmig. Der Kelch ist röhrig und endet in 5 Zähnen. Die Blüten sind röhrenförmig und etwa 8 Millimeter lang. Sie überragen den Kelch. Sie sind blauviolett und haben eine Ober- und ein Unterlippe. Die Unterlippe ist dreiteilig mit einem größeren Mittellappen. Die 4 Staubblätter ragen aus der Blüte heraus. Die Antheren sind blauviolett. Auch der Griffel ragt aus der Blüte.
Die Chromosomenzahl beträgt 2n = 18.

## Vorkommen
Agastache foeniculum kommt im nördlichen zentralen Nordamerika in Prärien vor. Das Verbreitungsgebiet reicht von Kanada bis zu den nordwestlichen und nördlich-zentralen Vereinigten Staaten.

## Inhaltsstoffe
Das ätherische Öl enthält 20 verschiedene chemische Stoffe, wovon Methylchavicol die Hauptkomponente bildet und je nach geographischer Herkunft mehr als 95 % betragen kann. Daneben kommen Limonen, 1-Octen-3-ol, 1-Octen-3-ylacetat, Eugenol, n-Octanol, Linalool, β-Caryophyllen, Germacren B,  Germacren D, γ-Cadinen und Spathulenol in größeren Mengen vor.

## Taxonomie
Synonyme für Agastache foeniculum (Pursh) Kuntze sind beispielsweise: Agastache anethiodora (Nutt.) Britton, Agastache anisata hort.

## Verwendung
Ursprünglich von Indianern als Futter- und Heilpflanze verwendet, wurde sie in Europa als Futterpflanze für Bienen eingeführt. Für die Zubereitung von Salat und Likören eignen sich die frischen Blätter der Pflanze. In der Naturheilkunde wird die Duftnessel wegen entzündungshemmender und verdauungsfördernder Wirkung verwendet. Eingesetzt werden dabei die getrockneten Blätter, aus denen ein Tee zubereitet wird.
Agastache foeniculum wird selten als Zierpflanze für Sommerrabatten genutzt. Sie wird meist einjährig kultiviert.